# Каховський канал
Кахо́вський магістра́льний кана́л — штучний 130-кілометровий канал, споруджений у 1979 для зрошування сільськогосподарських угідь та водопостачання сільських населених пунктів Херсонської і Запорізької областей. Свій початок бере з Каховського водосховища. Вода у канал подається насосною станцією продуктивністю 530 м³/с на висоту 24,3 м.
На каналі побудовано чотири шлюза-регулятора, 12 випусків води в міжгосподарські канали, один залізничний міст, 12 автодорожних мостів і один пішохідний. З Каховського каналу починаються магістральні канали Приазовської, Сірогозької, Генічеської, Каланчацької і Перекопської зрошувальних систем. У 1985 у зоні каналу зрошувалось 195 000 гектарів.

### Російсько-українська війна
Під час повномасштабного російського вторгнення російські військові вивели з ладу головну насосну станцію каналу: протягом листопада 2022 року російські окупанти постійно обстрілювали насосну станцію, Любимівку і Каховку з боку Таврійська і Нової Каховки. Внаслідок потужних обстрілів був підірваний шандор — затворний щит для утримання та спуску води — п'ятої робочої машини. Було порушено герметизацію насосної станції, ґрунтовими водами затопило машинну залу.
У воді опинилась система вентиляції, дренажні насоси, всі десять основних насосних агрегатів (два з яких разом із електродвигунами), ліфтові шахти. Пошкоджені шафи управління, відсутнє живлення електричною енергією.

## Галерея

Каховська зрошувальна система
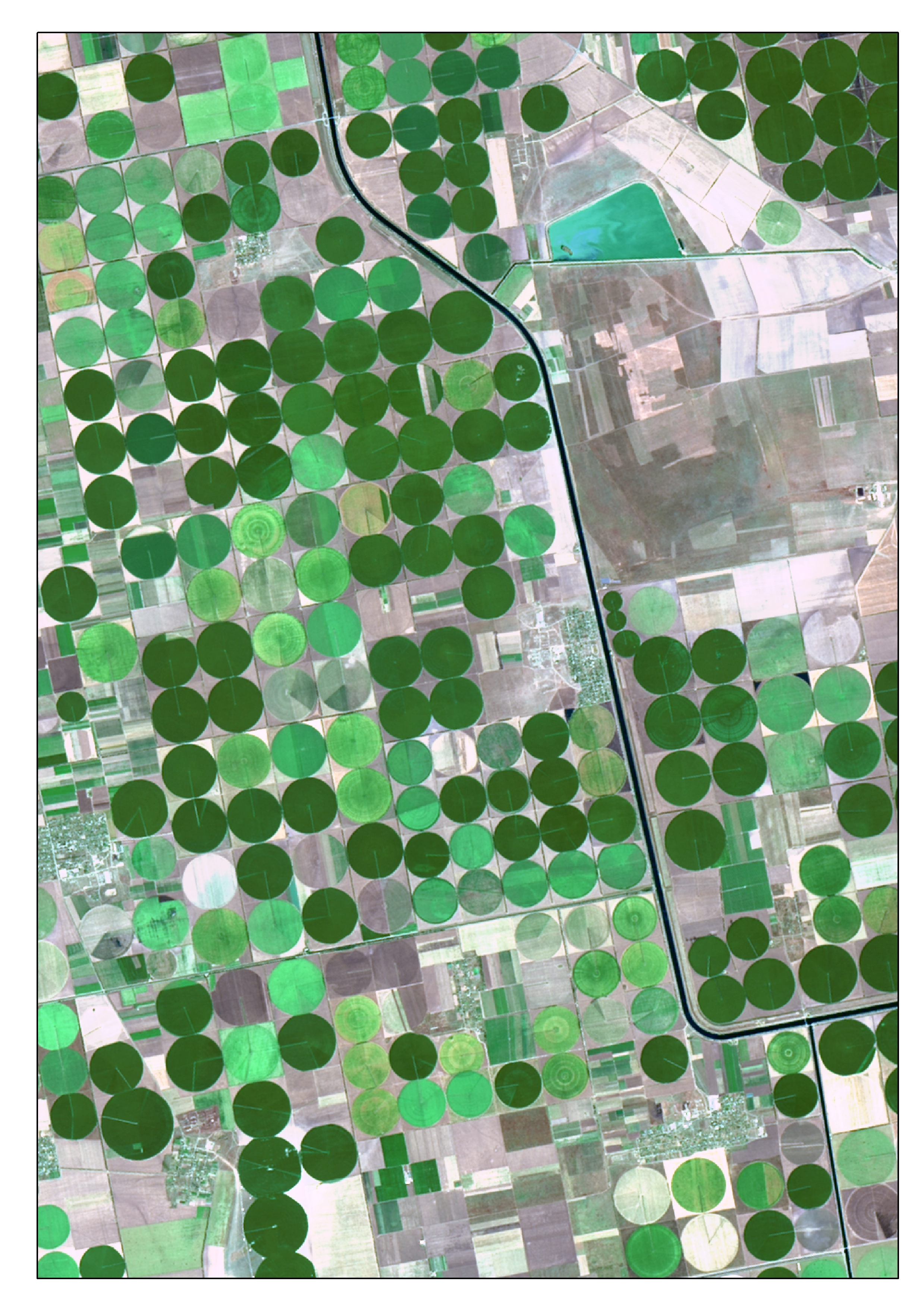
Супутникове зображення зрошуваних полів та системи іригації
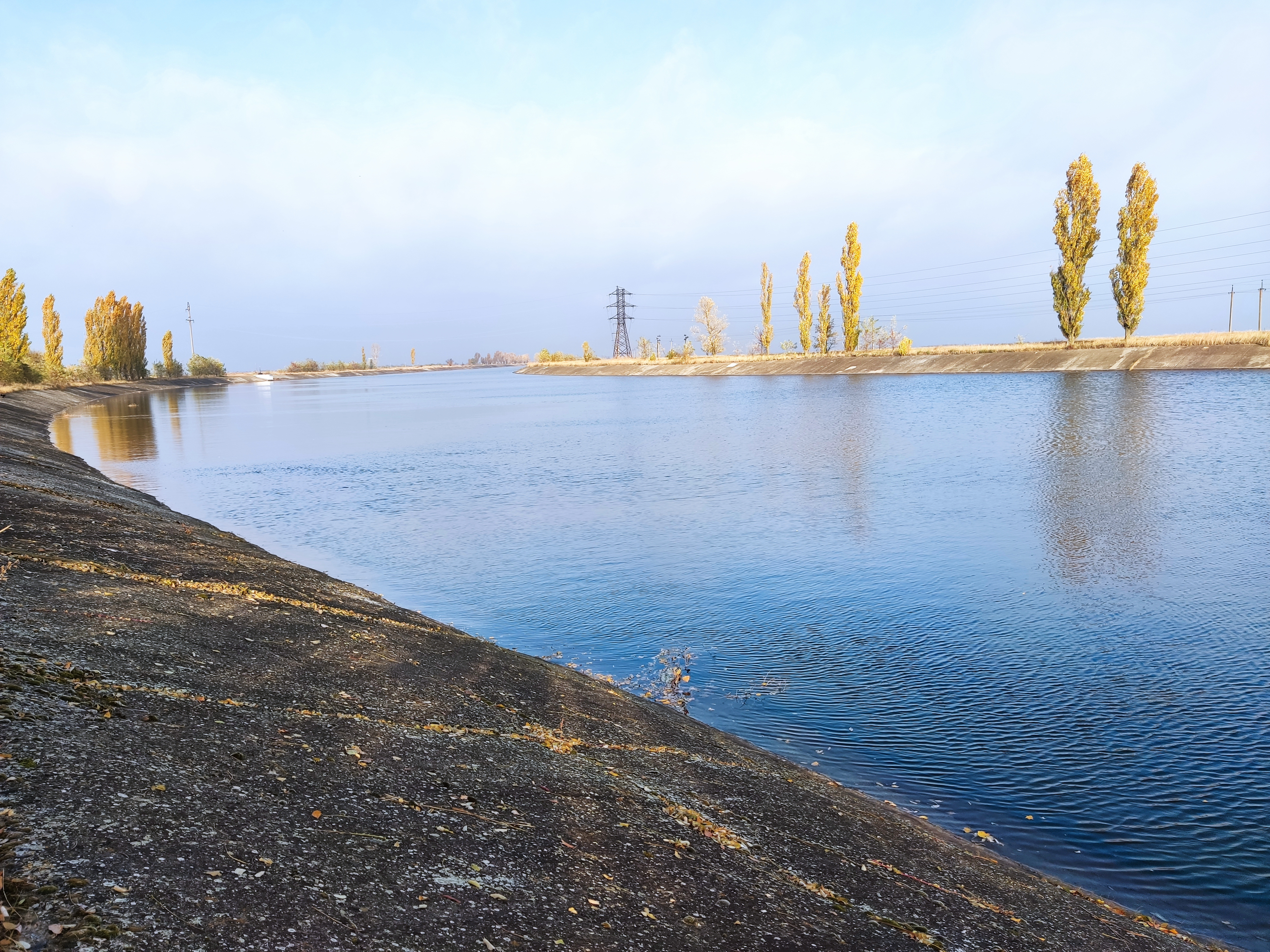
Канал в районі села Софіївка
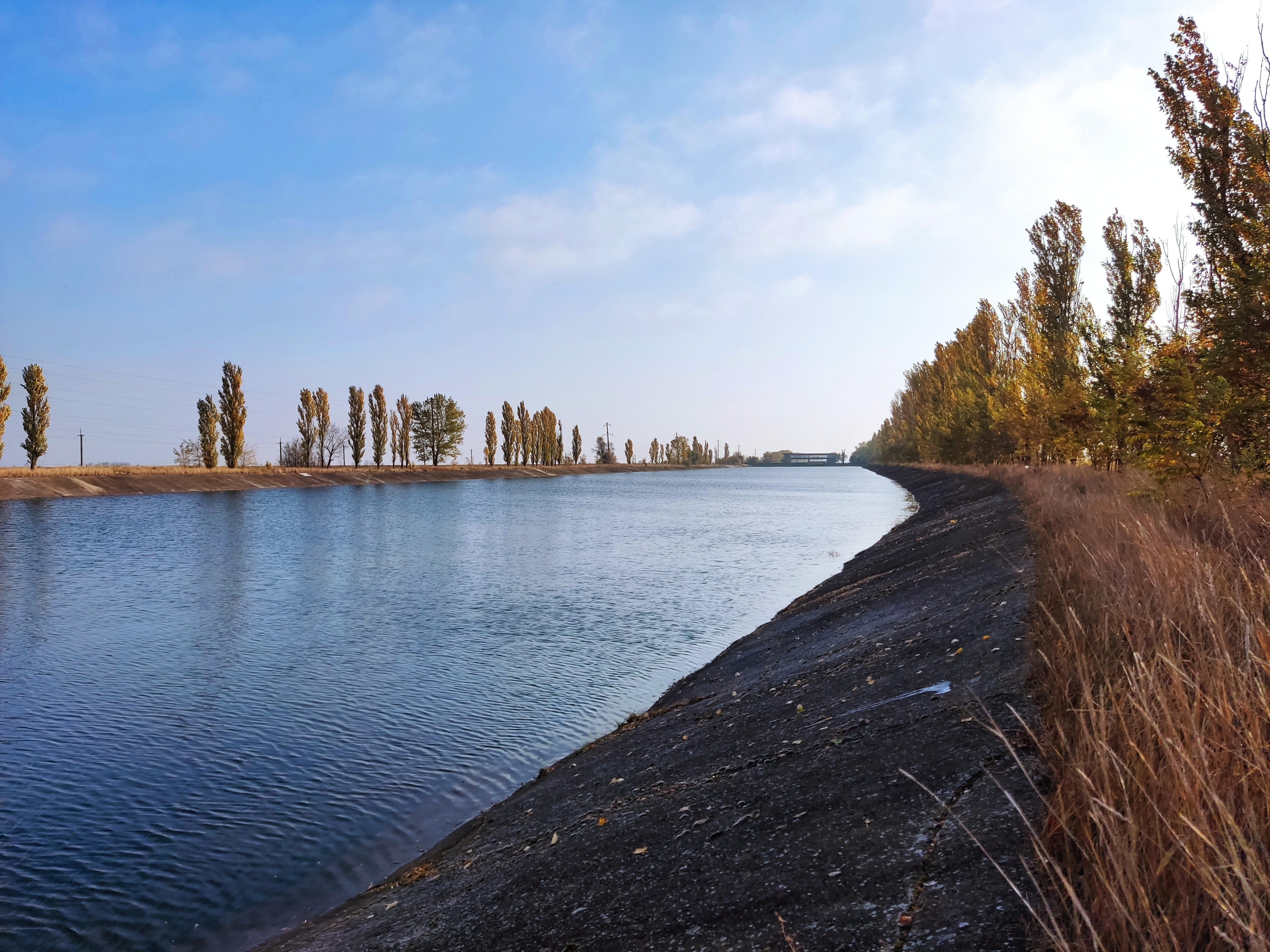
Канал в районі села Софіївка
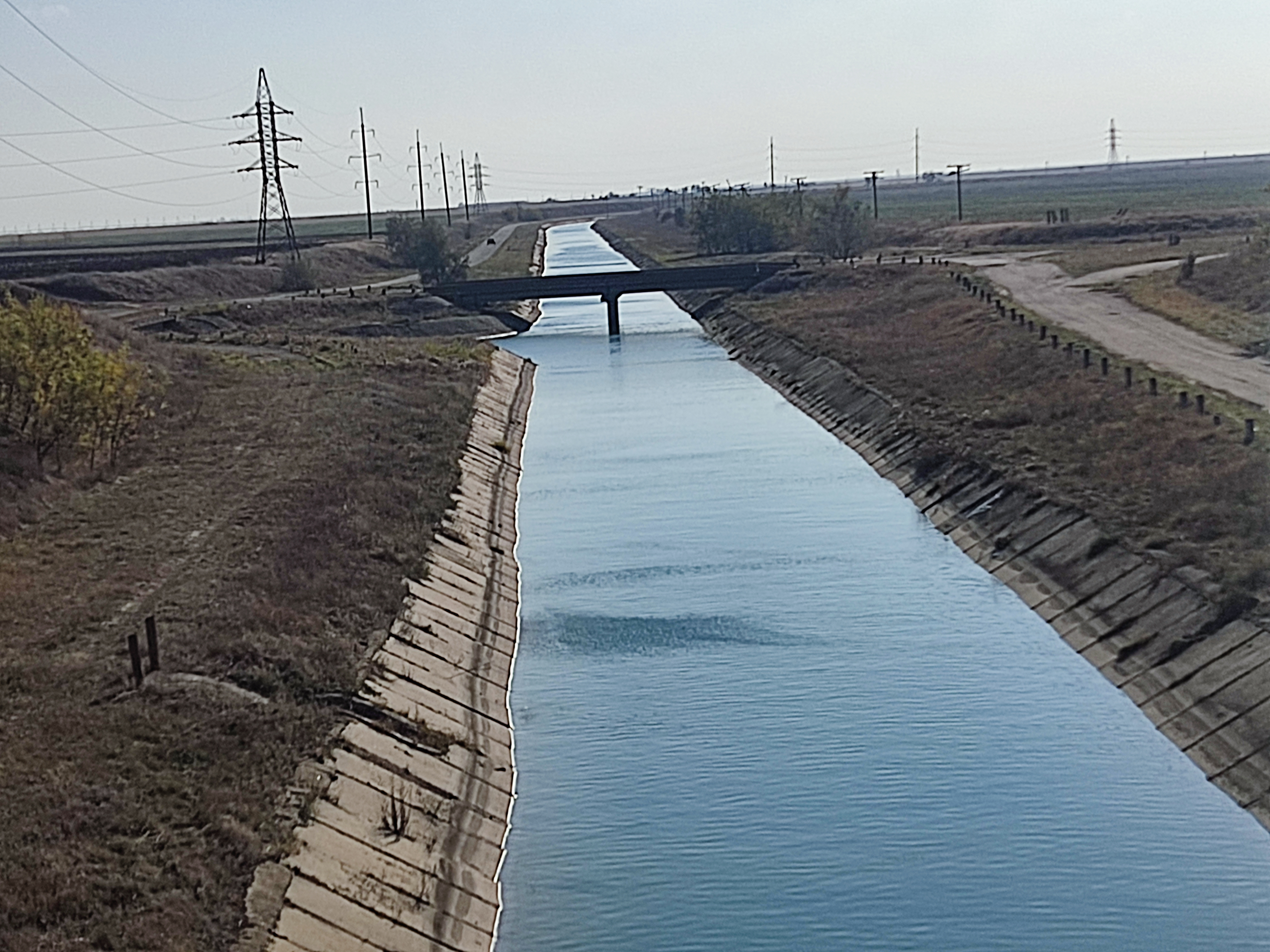
Розгалуження Каховського магістрального каналу в районі ділянки автошляху M 18 між Мелітополем і Генічеськом